# Alexie Tcheuyap
Alexie Tcheuyap  est un écrivain, universitaire et chercheur canadien d'origine camerounaise.
Il est vice-recteur de l'université de Toronto au Canada.

## Biographie

### Enfance, éducation et débuts
Alexie Tcheuyap né le 14 mars 1966 au Cameroun. Il est titulaire d’un doctorat de troisième cycle en littérature de l’Université de Yaoundé et d’un doctorat en études française de la Queen’s University  (Kingston, Canada).
Il a comme principaux sujets de recherche les études des médias, des littératures et du cinéma africains francophones.

### Carrière
Alexie Tcheuyap  a une carrière d'universitaire. Il est professeur au département d’études françaises de l’Université de Toronto.
Il est par ailleurs vice-recteur de l'université de Toronto depuis août 2021.

## Publications
Alexie Tcheuyap  est l'auteur de plusieurs publications :
- « L’amour impossible de l’autre et l’itinéraire vers la folie : Le dernier amour de George Sand », Études françaises, vol. 39, no 1,‎ 2003, p. 137-152 (lire en ligne).
- « La palabre française des Postcolonial Studies ou la deuxième mort d'Aimé Césaire », Présence Africaine, vol. 184, no 2,‎ 2011, p. 147-165 (lire en ligne)
- « Gouverner dans la peur. Pouvoir, médias et disqualification au Cameroun », Politique africaine, vol. 161-162, nos 1-2,‎ 2021, p. 245-264 (lire en ligne)

### Vie privée
Alexie Tcheuyap est marié et vit au Canada.